# Авоян, Ованес
Ованес Авоян (Оганес, Ованнес,  арм. Հովհաննես Ավոյան, англ. Hovhannes Avoyan; 23 марта 1965, Ереван, Армянская ССР, СССР) — американский серийный предприниматель, инвестор и ученый, создатель компании и одноимённого приложения Picsart (более 1 млрд. установок), которая, как отмечает Forbes, оценивает в 1,5 млрд. долл. 
Помимо Picsart, Авоян основал ещё 5 стартапов, которые были успешно приобретены глобальными компаниями, такими как Lycos, Bertelsmann, GFI, Teamviewer и Helpsystems.
Является преподавателем информатики в Американском университете Армении и приглашенным лектором в Государственном университете Сан-Франциско.

## Биография
Ованес Авоян родился в Ереване в 1965 году. Окончил бакалавриат компьютерных наук в Государственном инженерном университете Армении. После, получил степень магистра в области политологии и международных отношений в Американском университете Армении и прошёл программу Bertelsmann Senior Executive Гарвардской школы бизнеса.
Авоян имеет более чем 25-летний опыт работы в области компьютерного программирования и управления глобальным бизнесом. Он также регулярно выступает на конференциях по самым разным темам: от бизнес-стратегии до построения международной команды и искусственного интеллекта.
Первая основанная им компания — CEDIT, которая оказывала услуги по разработке ПО. В 2007 году основал Monitis Inc, предоставляющую услуги веб-мониторинга. Авоян выступает за создание школ по data science и machine learning в Армении, активно поддерживает развитие ИИ в своей стране.